# Fokker D.XXIII
Fokker D.XXIII — двомоторний винищувач голландської фірми Fokker. Конструктор - Маріус Беелінг (Marius Beeling). Перший політ прототипу відбувся 30 травня 1939 року.

## Конструкція

Fokker DXXIII

Літак є двобалочним низькопланом з двома двигунами, один з яких - штовхаючий.
Кабіна із закритим кокпітом розміщена між двигуном, що тягне і штовхає. Літак обладнаний триколісним шасі, що забирається.
На прототипі встановлені два поршневі двигуни повітряного охолодження Вальтер Сагітта I-SR (Walter Sagitta I-SR) по 530 л. с. У ході випробувальних польотів виявлено неполадки з охолодженням та роботою заднього двигуна. Було запропоновано використовувати в серійних літаках двигуни Роллс-Ройс (Rolls-Royce) або Даймлер-Бенц (Daimler-Benz).
Озброєний чотирма кулеметами: два 7,9мм та два 13,2мм (на прототипі не встановлені). Площа крила 18,5 м ². Розрахункова швидкість 525 км/год. Максимальна злітна вага 2950 кг. Маса пустого літака 2180 кг. Розрахункова дальність польоту 840 км.
Виконано 11 польотів сумарною тривалістю менше чотирьох годин. Перед кількома останніми польотами тильна частина фюзеляжу була істотно модифікована щоб покращити охолодження двигуна, що штовхає. У квітні 1940 року під час одинадцятого польоту було пошкоджено шасі. Програму випробувань було припинено у травні 1940 року, коли німецькі війська вторглися до Голландії.

## Літно-технічні характеристики
Конструктор А. З. Москальов пише у своїх мемуарах:
Цікаво, що компонування САМ-13 виявилося аналогічним до компонування літака Фоккер Д-23. Головна відмінність була в потужніших моторах у Д-23. Літаки розроблялися приблизно в один і той же час і на жаль, компонування та проектні дані Д-23, макет якого демонструвався в 1938 році на Паризькій виставці, до мене не дійшли і про Д-23 я дізнався вже під час війни і здивувався збігу конструкторської думки.
Цікаво порівняти параметри Фокер D. XXIII (Fokker D. XXIII) з параметрами САМ-13, випробування якого почалися в 1940 р.
| Літно-технічні характеристики | Літно-технічні характеристики                | Літно-технічні характеристики                          |
| ----------------------------- | -------------------------------------------- | ------------------------------------------------------ |
| Назва                         | САМ-13                                       | Фокер D.XXIII                                          |
| Розмах крила, м               | 7,30                                         | 11,5                                                   |
| Довжина, м                    | 7,85                                         | 10,2                                                   |
| Висота, м                     | 2,55                                         | 3,8                                                    |
| Площа крила, м²               | 9,0                                          | 18,5                                                   |
| маса, кг                      |                                              |                                                        |
| порожній літак                | 754                                          | 2180                                                   |
| максимальна злітна            | 1183                                         | 2950                                                   |
| Навантаження на крило, кг/м²  | 131,5                                        | ?                                                      |
| Двигун                        | 2 × Рено тип 453-05                          | 2 × Walter Sagitta I-SR                                |
| Потужність, л. с.             | 2 × 220                                      | 2 × 530                                                |
| Максимальна швидкість, км/год | 680 розрахункова                             | 525                                                    |
| біля землі                    | 520-560                                      | ?                                                      |
| на висоті                     | 680                                          | ?                                                      |
| Посадкова швидкість, км/год   | 125                                          | ?                                                      |
| Практична дальність, км       | 850                                          | 840                                                    |
| Практична стеля, м            | 10000                                        | 9000                                                   |
| Екіпаж, осіб                  | 1                                            | 1                                                      |
| Озброєння                     | 4× кулемета УльтраШКАС під патрон 7,62×54 мм | 2 × 7,9-мм кулемета M1919, 2 × 13,2-мм кулемета M.1939 |
| Маса залпу, кг/с              | 1,92                                         | ?                                                      |